# علی‌اکبر جوانفکر
علی‌اکبر جوانفکر (زادهٔ ۱۳۳۸ در تهران) سیاستمدار ایرانی است که از سال ۱۳۸۸ تا ۱۳۹۱ مدیرعامل خبرگزاری ایرنا، مدیر مؤسسه ایران از اردیبهشت ۱۳۹۰ تا بهمن ۱۳۹۱ و مشاور مطبوعاتی محمود احمدی‌نژاد رئیس‌جمهور وقت بوده‌است.
وی دارای مدرک فوق دیپلم خبرنگاری از دانشگاه علامه طباطبایی، لیسانس و فوق لیسانس مدیریت دولتی از مرکز آموزش مدیریت دولتی است و به گفته خودش دوره دکترای مدیریت در مؤسسه اورتگا و گازت اسپانیا وابسته به دانشگاه کمپلوتنسه را طی کرده اما فرصت برای ارائه تز خود دریافت نکرده‌است. جوانفکر سال ۱۳۹۱ زندانی و سال ۱۳۹۷ از زندان آزاد شد. در آبان ۱۴۰۱ جوانفکر و محمدرضا سرودلیر (مدیر مسئول سایت دولت بهار) با شکایت عباس امیری‌فر به جزای نقدی محکوم شدند.

## سوابق کاری در ایرنا
جوانفکر از مدیران میانی خبرگزاری جمهوری اسلامی بوده‌است. وی پس از انقلاب وارد خبرگزاری ایرنا شد و مسئول دفتر خبرگزاری ایرنا در یاسوج و آبادان و خبرنگار پارلمانی بود. وی سپس برای تأسیس دفتر خبرگزاری جمهوری اسلامی به اسپانیا اعزام شد. در جریان صدور فتوای قتل سلمان رشدی توسط روح‌الله خمینی وی در یک برنامه رادیویی حضور یافت و از فتوای صادره دفاع کرد. سخنان وی تهدید به قتل تلقی شد و دولت اسپانیا از تمدید ویزای وی خودداری کرد. پس از بازگشت به ایران به عنوان نماینده ایرنا در دفتر سید علی خامنه‌ای در دوران ریاست جمهوری و سپس دوران رهبری او فعالیت کرد و تا سال ۱۳۷۹ ضمن انجام این مأموریت، مسئولیت‌هایی مانند سردبیر گروه سیاسی و مشاور مدیرعامل ایرنا را عهده‌دار بود. وی همچنین در روزنامه ایران نیز مسئول «صفحه آیینه» بوده‌است. وی در دولت سید محمد خاتمی مجدداً به عنوان مسئول دفتر خبرگزاری ایرنا به مادرید اعزام شد.
در دوران مدیریت عبدالله ناصری طاهری بر خبرگزاری ایرنا وی از این سازمان جدا شد و توسط احمد خادم‌المله دوست قدیمی خود در ایرنا به محمود احمدی‌نژاد که آغازین روزهای تصدی سمت شهرداری تهران را می‌گذراند معرفی شد. او از آن هنگام یکی از مشاوران رسانه‌ای‌ احمدی‌نژاد به‌شمار می‌رود.

## محاکمه
علی‌اکبر جوانفکر در ۱۳۹۰، به دلیل انتشار ویژه نامه خاتون و اتهام چاپ مطالب خلاف موازین اسلامی به ۶ ماه و انتشار تصاویر خلاف عفت عمومی به ۶ ماه دیگر و در مجموع به یک سال زندان و همچنین سه سال محرومیت از فعالیت‌های مطبوعاتی محکوم شد.
حکم یک سال حبس و پنج سال محرومیت از عضویت در احزاب و گروه‌های سیاسی به اتهام توهین به سید علی خامنه‌ای که مورد اعتراض علی‌اکبر جوانفکر قرار گرفته بود در اسفند ۱۳۹۰ در شعبه ۳۶ دادگاه تجدید نظر تأیید شد.

### تلاش ناموفق برای برای بازداشت
پس از محکومیت جوانفکر به یک سال زندان، در ۳۰ آبان ۱۳۹۰، با برگزاری یک نشست مطبوعاتی در موسسه مطبوعاتی ایران، به دفاع از سیاست‌های دولت پرداخت و در ضمن آن به حکم صادر شده علیه خود نیز اعتراض کرد.
مأموران امنیتی دادستانی تهران در همین روز به ساختمان موسسه مطبوعاتی ایران یورش بردند و قصد داشتند علی اکبر جوانفکر را بازداشت کنند. تلاش برای دستگیری وی با مقاومت تعداد زیادی از کارکنان روزنامه ایران روبه رو شد و مصیب نعیمی مدیر مسئول و بیش از ۳۰ تن از خبرنگاران و کارکنان روزنامه ایران بازداشت شدند. عبدالرضا سلطانی، خبرنگار سیاسی ایرنا که جهت پوشش خبری در دفتر روزنامه ایران حضور پیدا کرده بود، مورد ضرب و شتم مأموران قرار گرفت و وضعیت وی وخیم گزارش شد. همه کیس‌ها و مدارک روزنامه ایران نیز توقیف شد.
عباس جعفری دولت‌آبادی، دادستان کل تهران، دربارهٔ بازداشت جوانفکر گفت: «در پی مصاحبه روز شنبه علی اکبر جوانفکر با یکی از روزنامه‌های کشور و طرح مسایل خلاف واقع و تنش آفرین، اطلاع حاصل شد که مشارٌ‌الیه قصد دارد روز دوشنبه هم با برگزاری نشستی مطبوعاتی این اظهارات را تکرار کند. حسب گزارش واصله متأسفانه علی‌رغم ادعای قانون گرایی، جوانفکر در قبال دستور قضایی و اقدام مأمورین مقاومت کرده و با تماس‌های تلفنی و حضور در جمع کارکنان مؤسسه موجب تحریک کارکنان و ایجاد اخلال و بی نظمی در روند کاری روزنامه شد که پس از این حوادث حسب دستور دادستان، مأمورین محل را ترک کردند.»
جوانفکر نیز پس از این بازداشت گفت: «در برابر اقدامات غیرقانونی این افراد، همکارانم در روزنامه ایران به شدت برآشفتند و نیروهای دادستانی در ساختمان گاز اشک آور انداختند و سعی در وارد شدن کردند، تعدادی از خبرنگاران روزنامه ایران را بازداشت کردند و با خود بردند و یکی از همکاران من را با شوک الکترونیکی زدند و اکنون وضعیت خوبی ندارد.»
در جریان این حادثه، عوامل دادستانی از بازداشت جوانفکر منع شدند و با دست خالی بازگشتند. محمود احمدی‌نژاد نیز به این اقدام به شدت اعتراض کرد.

### بازداشت
دیگر محکومیت‌های جوانفکر به مصاحبه او با روزنامه اعتماد دربارهٔ عملکرد قوه قضائیه و سخنان دادستان کل کشور و اتهام توهین به رهبر انقلاب مربوط می‌شود. وی در پنجم مهرماه ۱۳۹۱ وقتی احمدی‌نژاد حامی وی در آمریکا سخنرانی می‌کرد بازداشت شد. البته خودش اتهام توهین به رهبری را که منجر به محکومیت یک سال حبس و پنج سال محرومیت از فعالیت‌های رسانه ای شد، قبول ندارد. پس از سه ماه حبس به دلیل مشکلات جسمی از زندان به بیمارستان منتقل و تحت درمان قرار گرفت و با نظر پزشکی قانونی که وی را قادر به تحمل حبس نمی‌دانست، وی آزاد شد تا بقیه دوران محکومیتش را در خارج از زندان سپری کند.
روزنامه اعتماد مصاحبه ای را از قول وی منتشر کرد که بخش‌های مهم آن با گفته‌های او تطبیق نداشت اما جوانفکر حاضر به طرح شکایت از روزنامه اعتماد نشد و مسئولیت مطالب منتشره در این روزنامه را به عهده گرفت و به خاطر آن نیز در دادگاه به پرداخت پنج میلیون تومان جریمه محکوم شد. روزنامه اعتماد از قول جوانفکر چنین نوشت: «کی وزارت اطلاعات در حوادث بعد از انتخابات دست ما بود؟ اگر بود که با درخواست استعفای مصلحی موافقت نمی‌کردیم. اژه‌ای هم وزیر اطلاعات ما نبود. ما از باورها و رفتارها و برداشت‌های آنها (محافظه‌کاران مخالف دولت) منحرفیم. ما آنها را قبول نداریم. رفتار و منش آنها را قبول نداریم. اصولگرایان نفهمیده‌اند قافیه سیاست را باخته‌اند.

### آزادی
جوانفکر سرانجام در مرداد سال ۹۷ از زندان آزاد شد. او همچنین به پرداخت چهار و نیم میلیون تومان محکوم شده بود که برای آن اعلام اعسار و ناتوانی کرده بود که مورد قبول دادگاه قرار نگرفت و سرانجام مبلغ را از طریق دوستانش پرداخت تا از زندان آزاد شود.

## اظهار نظرها
مشایی بازجویی نشده اما دیگر نمی‌گذارند تحرک سیاسی داشته باشد. چقدر آدم بیگناه به خاطر مشایی دستگیر شده؛ برای چه؟ چون مشایی را مردم دوست دارند، تخریبش می‌کنند؟
چرا ملک‌زاده را ۶۰ روز انفرادی بردند و چرا آزادش کردند؟ مشکل جسمی در انفرادی پیدا کرد. همسرش سقط جنین کرد. چه کسی جواب این ظلم را می‌دهد؟ آیا زندان انفرادی قانونی است؟ آقای اژه‌ای رسماً احمدی‌نژاد را به مناظره دعوت کرده؛ یعنی احمدی‌نژاد و وزیر اطلاعات سابقش با هم مناظره کنند؛ این اتفاقات یعنی کشیده شدن بازی به راند آخر؟ رئیس‌جمهور به خاطر تعهداتش نمی‌تواند ۶۰ تا ۷۰ درصد حرف‌هایش را با مردم در میان بگذارد، بنابراین شرکت رئیس‌جمهور در چنین مناظره‌ای، منطقی نیست.
آقای قالیباف کی هست؟ کسی که در نیروی انتظامی بوده، چقدر تخصص در مسائل شهری دارد؟ یک فرد نظامی بوده‌است. ببینید شهر پر شده‌است از موانع و دیواره‌های آهنی و بتنی، حاکمیت تفکر نظامی در مدیریت شهری، خودش را نشان می‌دهد. کدام فساد مالی؟ مگر نگفتند ما رمال یا جن‌گیر هستیم، چرا اثبات نکردند؟ مگر نگفتند ۱۵۰ میلیون دزدی کردیم پس چی شد سندش؟ با من تماس گرفتند که پذیرش استعفای مصلحی را از روی ایرنا بردار گفتم شما کی هستید؟ گفتند ما می‌گوییم بردارید و نظر آقا است. آقای متکی و اژه‌ای بهتر است ساکت بمانند. عزتشان در سکوتشان است. اگر پرده‌ها بیفتد مردم خیلی چیزها را می‌فهمند.»
علی اکبر جوانفکر در یادداشتی با عنوان «خواب‌های آشفته» نوشته‌است:
«به این سؤال باید پاسخ قانع کننده‌ای داده شود که چرا افرادی با رنگ و لعاب سیاسی آقای محمد رضا باهنر، پس از مصادره خانه ملت به نام خود، در برابر دولت انقلابی، ارزشی و مردمی دکتر محمود احمدی‌نژاد و موثرترین دولت پس از انقلاب در پیشرفت همه‌جانبه کشور، تا این حد تاب و توان از دست داده‌اند که به سختی حاضر می‌شوند یک سال آخر آن را تحمل کنند… در اینجا یادآوری یک توصیه صادقانه خالی از لطف نیست که: آب را جایی باید ریخت که می‌سوزد».

## حضور در انتخابات ریاست‌جمهوری ۱۳۹۲

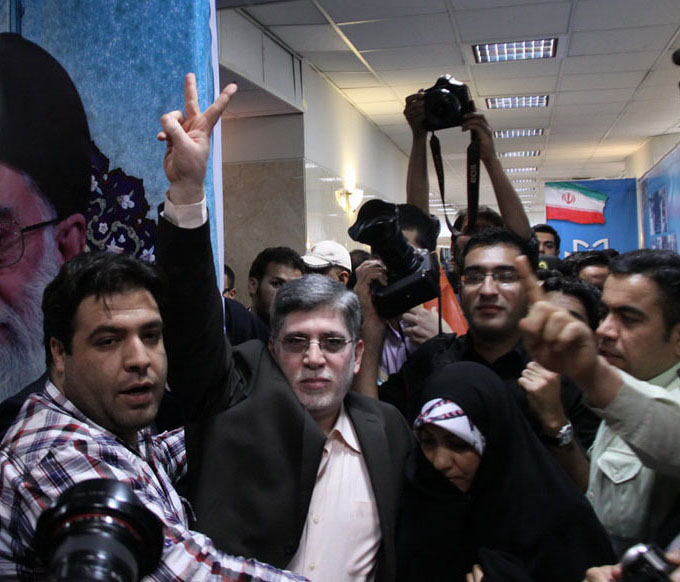
جوانفکر و همسرش در روز ثبت‌نام در انتخابات

علی اکبر جوانفکر در آخرین روز ثبت نام انتخابات ریاست‌جمهوری ایران (۱۳۹۲) با حضور در ستاد انتخابات کشور ثبت نام کرد.
و قبل از اعلام نتایج احراز صلاحیت توسط شورای نگهبان با صدور بیانیه‌ای در روز دوشنبه ۲۳ اردیبهشت سال ۱۳۹۲ به نفع اسفندیار رحیم مشایی از انتخابات ریاست جمهوری کناره گرفت.
وی در سال ۱۳۹۴، در مصاحبه‌ای، انتخابات ریاست‌جمهوری ۱۳۹۲ را چنین توصیف کرد: «هیچ‌کس تردید ندارد که آقای روحانی از هرگونه پایگاه اجتماعی در کشور بی بهره بوده‌است و من پیروزی او را، محصول یک خلاء اساسی و جدی در فضای رقابت‌های انتخاباتی می‌دانم. در واقع یک رقابت میان شاگرد تنبل‌های کلاس بود و آقای روحانی توانست به صورت ناپلئونی نمره قبولی را کسب کند.»